# 下本地崇
下本地 崇（しもほんじ たかし、1969年12月29日 - ）は、日本の映画監督・シンガーソングライター・著作家。福岡県福岡市出身。

## 来歴
中学時代から音楽活動、高校からは音楽以外に文学や絵画要素を含んだ映画や舞台など、総合芸術に傾倒。その後地元福岡の大学を卒業してあらゆるジャンルのアートを手がけた。1990年代からスタジオ「ハイビーム」、インディーズレーベル「トラベル・ハイ」など発足。2000年には芸能プロダクション「パブリックチャンネル」を興す。またシンガーソングライターとしても広く活動している。

## 代表作
- 2015年「6600ボルト」監督・撮影・編集[11][12]

- 2019年「ドクソウシネマ」作詞・作曲・演奏[13][14]

- 2022年「雲旅」監督・撮影・編集[15][16]

- 2023年「ROCK’N’ROLL CIRCLE」監督・撮影・編集[17]

- 2024年「空白ライブ」監督・撮影・編集[18]